# Quartets vienesos (Mozart)
Els Quartets vienesos, K. 168-173, són una sèrie de sis quartets de corda escrits per Wolfgang Amadeus Mozart entre agost i setembre de 1773 a Viena; d'aquí el seu sobrenom.
Aquests quartets representen una evolució considerable en relació als Quartets milanesos, escrits menys d'un any abans. Tots consten de quatre moviments i inclouen minuets i trios. En aquestes obres, s'aprecia la influència dels quartets de corda (Op. 9, Op. 17 i Op. 20) de Joseph Haydn; Haydn els havia publicat feia poc i Mozart els va tenir com un referent fonamental i en va incorporar diversos elements.
Els sis quartets són:
- Quartet de corda núm. 8 en fa major, K. 168 (1773).
- Quartet de corda núm. 9 en la major, K. 169 (1773).
- Quartet de corda núm. 10 en do major, K. 170 (1773).
- Quartet de corda núm. 11 en mi bemoll major, K. 171 (1773).
- Quartet de corda núm. 12 en si bemoll major, K. 172 (1773).
- Quartet de corda núm. 13 en re menor, K. 173 (1773).